# Xilema

Sección transversal esquemática de una hoja. El xilema está conformado por los círculos rojos señalados con el número 8.

El xilema (del griego clásico ξύλον, "madera"), también conocido como leña o madera, es un tejido vegetal lignificado de conducción que suministra líquidos de una parte a otra de las plantas vasculares.

el xilema (azul) transporta el agua desde las raíces hacia arribael floema (naranja) transporta los productos de la fotosíntesis desde su lugar de origen (fuente) hasta los órganos donde se necesitan (raíces, órganos de almacenamiento, flores, frutos - sumidero);

Transporta agua, sales minerales y otros nutrientes desde la raíz hasta las hojas de las plantas. La sustancia transportada se denomina savia bruta. Junto con el floema, forma una red continua que se extiende a lo largo de la planta.
Consta de varios tipos de células tubulares, caracterizados por la presencia de una pared celular secundaria y la desaparición de los protoplastos durante el desarrollo.

## Componentes del xilema
Los elementos conductores básicos son las traqueidas, cuyo nombre deriva del hecho de que sus puntas semejan a la punta de una aguja hipodérmica y están perforadas con punteaduras. Las traqueidas son siempre células muertas en la madurez, con una pared secundaria lignificada y lumen celular. Poseen como función primaria la conducción, y como función secundaria el sostén debido al depósito de lignina en la pared celular.
En los pteridófitos y las gimnospermas el sistema vascular, más sencillo, solo cuenta con traqueidas. En las angiospermas los vasos adquieren mayor desarrollo, de modo que, aunque se pueden mantener algunas traqueidas, su papel es suplantado en gran medida por las tráqueas, que son células muertas. Además, son necesarias células parenquimáticas para completar el funcionamiento del vaso. 

### En angiospermas
Las traqueidas también se encuentran en algunas angiospermas primitivas (próximas a las gimnospermas), aunque lo habitual en este grupo es la presencia de vasos o tráqueas, además de fibras xilemáticas, cuya función es sostén, y parénquima xilemático o del leño, formado por células alargadas, con pared primaria celulósica, y cuya principal función es la reserva de sustancias.[cita requerida]

## Xilema primario
El xilema primario está constituido por dos elementos xilemáticos:
- Protoxilema: durante la ontogenia del xilema primario el primer tejido conductor que se diferencia es el protoxilema, que madura en órganos en crecimiento y está sometido a tensiones, por lo cual sus vasos son anillados o espiralados, engrosamientos que le permiten adaptarse al crecimiento.
- Metaxilema: se encuentra cuando la planta aún es joven y está en crecimiento, pero maduran cuando el cuerpo vegetal completó su alargamiento. No necesita adaptarse al crecimiento, generalmente lo integran vasos escalariformes, reticulados y punteados.

Los vasos del metaxilema son de mayor diámetro que los del protoxilema.

## Xilema secundario
El xilema secundario proviene del cambium, y se compone de:
- Elementos conductores: tráqueas (vasos), cuyos elementos quedan unidos mediante perforaciones en sus paredes basales, y traqueidas, tubos cuyas células son parecidas a los elementos de las tráqueas, pero se superponen sin perforaciones de las paredes celulares basales.
- Elementos no conductores: el parénquima axial y radiomedular, y las fibras esclerenquimáticas (fibras del xilema).

## Función principal
El xilema se encarga de trasladar la savia desde la raíz hacia la parte proximal de la planta; ésta es la llamada savia bruta, que contiene agua e iones inorgánicos, aunque también puede haber algunos compuestos orgánicos. La energía para este transporte no la proporcionan los mismos elementos traquearios, que en el tejido desarrollado están de hecho muertos, sino dos fenómenos físicos:
- La ósmosis, que desplaza hacia arriba el agua acumulada en la raíz gracias a la diferencia en potencial soluble del tejido radical y la humedad del suelo; al absorber agua, la raíz impulsa hacia arriba parte de la misma. Este fenómeno, sin embargo, no basta para llevarla hasta las hojas, y su intensidad varía enormemente entre especies; en Vitis riparia alcanza los 145 kPa, mientras que en Celastrus orbiculatus es prácticamente igual a cero;[1]
- La succión, que se produce porque el agua que se encuentra en las paredes celulares e interior de las células del mesófilo de la hoja de la parte aérea de la planta pasa al estado de vapor y se pierde en la atmósfera. De este modo, disminuye el potencial agua de estos tejidos respecto a los vecinos, generando un gradiente de potencial agua que hace posible el movimiento del agua entre los tejidos. Estos a su vez toman agua de paredes vecinas y así sucesivamente hasta los vasos xilemáticos de la hoja. La pérdida de agua del xilema crea una fuerza tensil en la columna de agua contenida en el xilema. Debido a las fuerzas de cohesión entre las moléculas de agua, esa tensión (presión negativa) se transmite en el continuum de la masa líquida del xilema hasta llegar al xilema de la raíz. De esta forma, disminuye el potencial agua en el xilema de la raíz creando un gradiente que posibilita que el agua se mueva desde el suelo al xilema de la raíz y de allí a las hojas y finalmente a la atmósfera.

El xilema se presenta en tres formas principales como:
- En las plantas herbáceas y en las partes no leñosas, en forma de haces vasculares;
- En el xilema secundario desarrollado por el tejido meristemático llamado cámbium vascular;
- Como parte de una estela no dividida en haces, como sucede en los helechos.

En las etapas de transición de las plantas que experimentan crecimiento secundario, las dos primeras formas pueden presentarse simultáneamente, aunque en la mayoría de los casos los haces vasculares contienen solo xilema primario.